# Halina Jabłonowska
Halina Jabłonowska (ur. 12 marca 1931 w Wilnie) – polska aktorka filmowa i teatralna.

## Życiorys
Halina Jabłonowska debiutowała na deskach teatralnych 31 lipca 1948. W 1954 uzyskała wykształcenie aktorskie w Państwowej Wyższej Szkole Aktorskiej w Krakowie.
Aktorka Teatru Nowego w Poznaniu (1948–1949), Teatru Powszechnego w Warszawie (1950–1953), Teatru Ludowego w Warszawie (1953–1957), Teatru Sensacji w Warszawie (1957), Teatru Klasycznego w Warszawie (1958), Teatru PPIE w Poznaniu (1958–1963), Teatru im. Osterwy w Lublinie (1963), Teatru im. Bogusławskiego w Kaliszu (1964), Teatru Dramatycznego w Warszawie (1964–1968).
W 2009 wystąpiła w reklamie sieci meblowej Ikea, w której wcieliła się w rolę teściowej Kleopatry

### Życie prywatne
Była żoną pisarza i funkcjonariusza UB Juliusza Wilczur-Garzteckiego, z którym mieli córkę Izę Garztecką-Kwiatkowską (zm. 10 lutego 2015).

## Filmografia
| Rok       | Tytuł                             | Rola                                                                | Uwagi                                                       |
| --------- | --------------------------------- | ------------------------------------------------------------------- | ----------------------------------------------------------- |
| 1946      | Zakazane piosenki                 | dziewczyna                                                          | film muzyczny, reżyseria: Leonard Buczkowski                |
| 1949      | Dwie brygady                      | dziewczyna                                                          | film obyczajowy, reżyseria: Eugeniusz Cękalski              |
| 1953      | Celuloza                          | dziewczyna                                                          | film polityczny, reżyseria: Jerzy Kawalerowicz              |
| 1965      | Drewniany różaniec                | kobieta                                                             | film obyczajowy, reżyseria: Ewa Petelska, Czesław Petelski  |
| 1981      | Przyjaciele                       | (odcinek: 4)                                                        | serial obyczajowy, reżyseria: Andrzej Kostenko              |
| 1993      | Kraj świata                       | kobieta w kolejce po paszport z nr 112                              | film komediowy, reżyseria: Maria Zmarz-Koczanowicz          |
| 1993      | Czterdziestolatek. 20 lat później | sąsiadka Karwowskich (odcinek: 5)                                   | serial komediowy, reżyseria: Jerzy Gruza                    |
| 1995      | Pułkownik Kwiatkowski             | repatriantka zza Buga                                               | film komedio-dramatyczny, reżyseria: Kazimierz Kutz         |
| 1997      | Boża podszewka                    | paniusia w PURze (odcinek: 15)                                      | serial obyczajowy, reżyseria: Izabella Cywińska             |
| 1999      | Klan                              | Helena Kozłowska                                                    | serial obyczajowy, reżyseria: różni                         |
| 2000      | Dom                               | właścicielka mieszkania wynajmowanego przez Kajtka (odcinek: 22)    | serial obyczajowy, reżyseria: Jan Łomnicki                  |
| 2001-2002 | Lokatorzy                         | Irena Wąsowska, ciocia Heleny Bogackiej (odcinki: 44, 108, 127)     | sitcom, reżyseria: Feridun Erol                             |
| 2002      | Chopin. Pragnienie miłości        | kobieta                                                             | film biograficzny, reżyseria: Jerzy Antczak                 |
| 2003      | Na Wspólnej                       | pani Zarembowa                                                      | opera mydlana, reżyseria: różni                             |
| 2004-2005 | M jak miłość                      | pani Irena, pacjentka doktora Janusza Kotowicza (odcinki: 235, 328) | opera mydlana, reżyseria: różni                             |
| 2004-2007 | Samo życie                        | 2 role: pacjentka; lokatorka (odcinki: 320, 598, 657)               | opera mydlana, reżyseria: różni                             |
| 2005      | Pogromczynie mitów                | ankietowana                                                         | serial edukacyjny, reżyseria: Michał Slezion                |
| 2007      | Pierwsza miłość                   | Bladyna                                                             | opera mydlana, reżyseria: różni                             |
| 2009      | Na dobre i na złe                 | Katarzyna Orlicka, matka Karoliny                                   | serial medyczny, reżyseria: Radosław Piwowarski             |
| 2013      | Takie życie                       | Wanda                                                               | film krótkometrażowy, reżyseria: Michał Węgrzyn             |
| 2013      | Hosanna                           | staruszka                                                           | etiuda, reżyseria: Katarzyna Gondek                         |
| 2015      | Na sygnale                        | Greberska (odcinek: 63)                                             | serial medyczny, reżyseria: Krzysztof Kasior                |
| 2016      | Artyści                           | starsza pani (odcinek: 8)                                           | serial komediowy, reżyseria: Monika Strzępka                |
| 2019      | Na sygnale                        | Wiesia (odcinek: 235)                                               | serial medyczny, reżyseria: Grzegorz Waller                 |
| 2019      | Na dobre i na złe                 | starsza pacjentka (odcinek: 729)                                    | serial medyczny, reżyseria: Sylwester Jakimow               |
| 2019      | Letnie popołudnie                 | babcia Laury                                                        | film obyczajowy, reżyseria: Youssef Ouarrak                 |
| 2019      | Miłość na zakręcie                | Gertruda (odcinki: 8, 13, 21, 37-38, 47-48, 50-51, 53, 55-57, 60)   | serial obyczajowy, reżyseria: Paweł Orwat, Marcin Szczerbic |
| 2020      | Listy do M. 4                     | staruszka                                                           | film komediowy                                              |
| od 2022   | Klan                              | Eugenia                                                             | serial obyczajowy, reżyseria: różni                         |